# Massey Ferguson 135
Le Massey Ferguson 135 (MF135) est un tracteur agricole produit de 1964 à 1975 par Massey Ferguson.